# NefAZ
NefAZ（羅馬化：NEFAZ）是俄羅斯巴什科爾托斯坦的一家汽車生產商，現為俄羅斯最大的商用車生產集團卡马汽车厂旗下子公司，總部設於涅夫捷卡姆斯克。其前身為涅夫捷卡姆斯克汽车制造厂（羅馬化：Neftekamskij avtozavod）。NefAZ目前單一最大股東為卡瑪（50.02%），其次為巴什科爾托斯坦共和國政府主導的投資基金「區域基金」公司（28.50%）。
NefAZ所生產重型車輛的底盤均由母公司卡瑪提供，當中包括巴士、貨車、農用車及特殊車輛等。其生產的巴士於俄羅斯全國銷售排名第三，市佔額約為4%-6%。VDL自2006年與NefAZ進行合作，NefAZ獲授權生產低地台巴士，其後擴大合作生產各類型巴士至2011年。2011年9月，NefAZ母公司卡瑪斯與馬可波羅在俄羅斯設立合營公司負責獨聯體及東歐的銷售事務，並由NefAZ負責生產。

## 媒體集

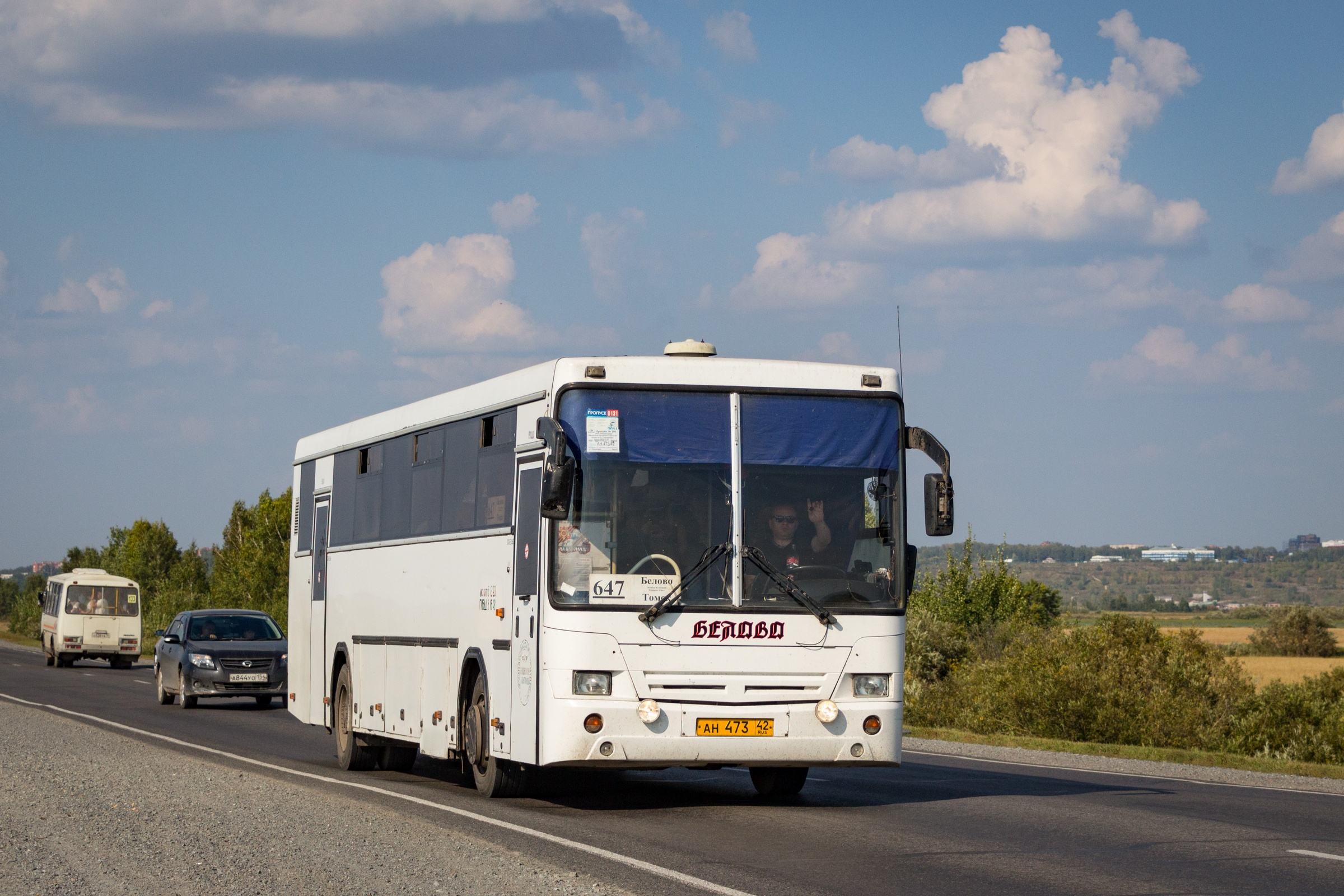
NefAZ-5299近郊型巴士
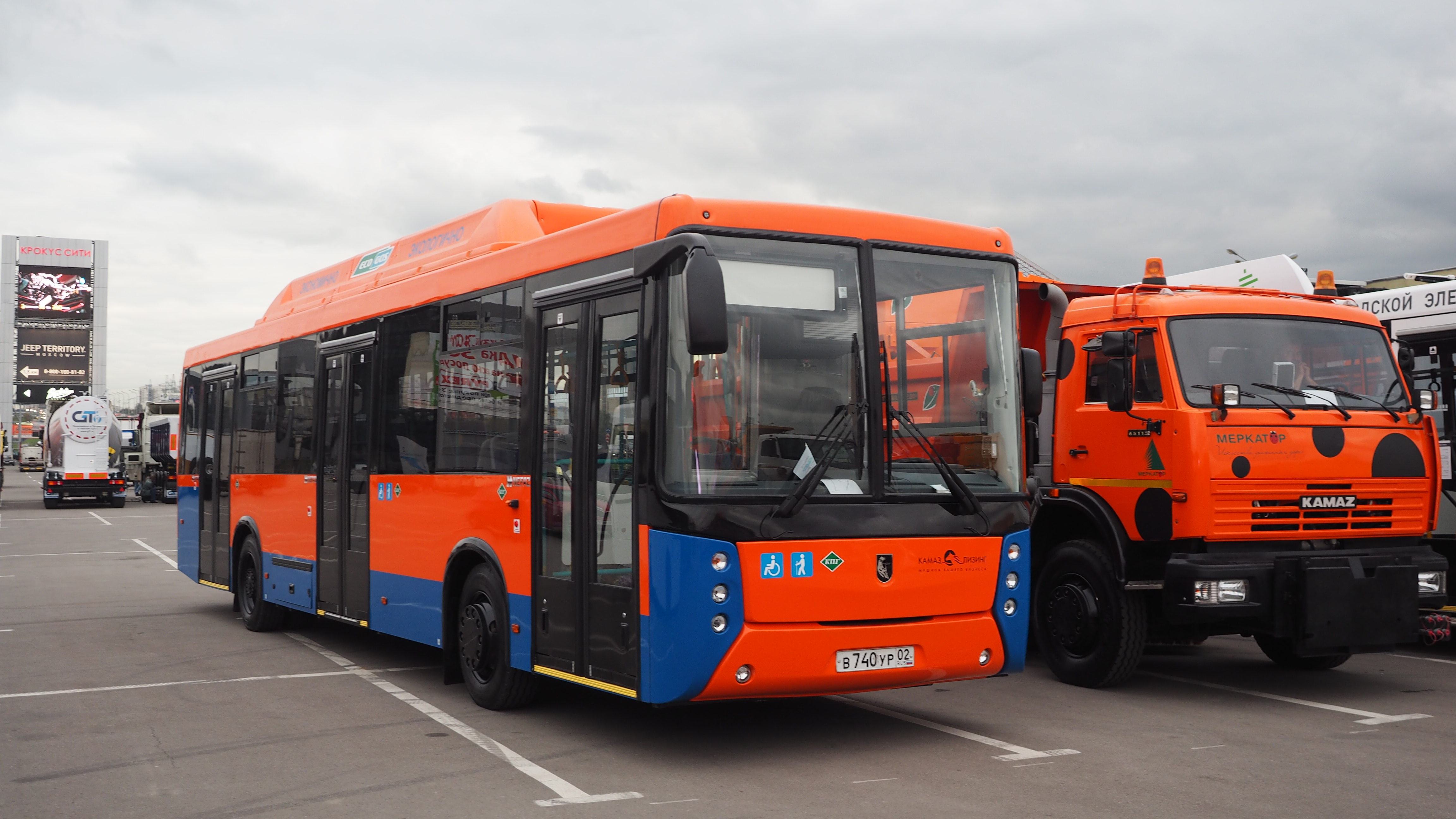
NefAZ-5299市區型巴士，採用天然氣驅動
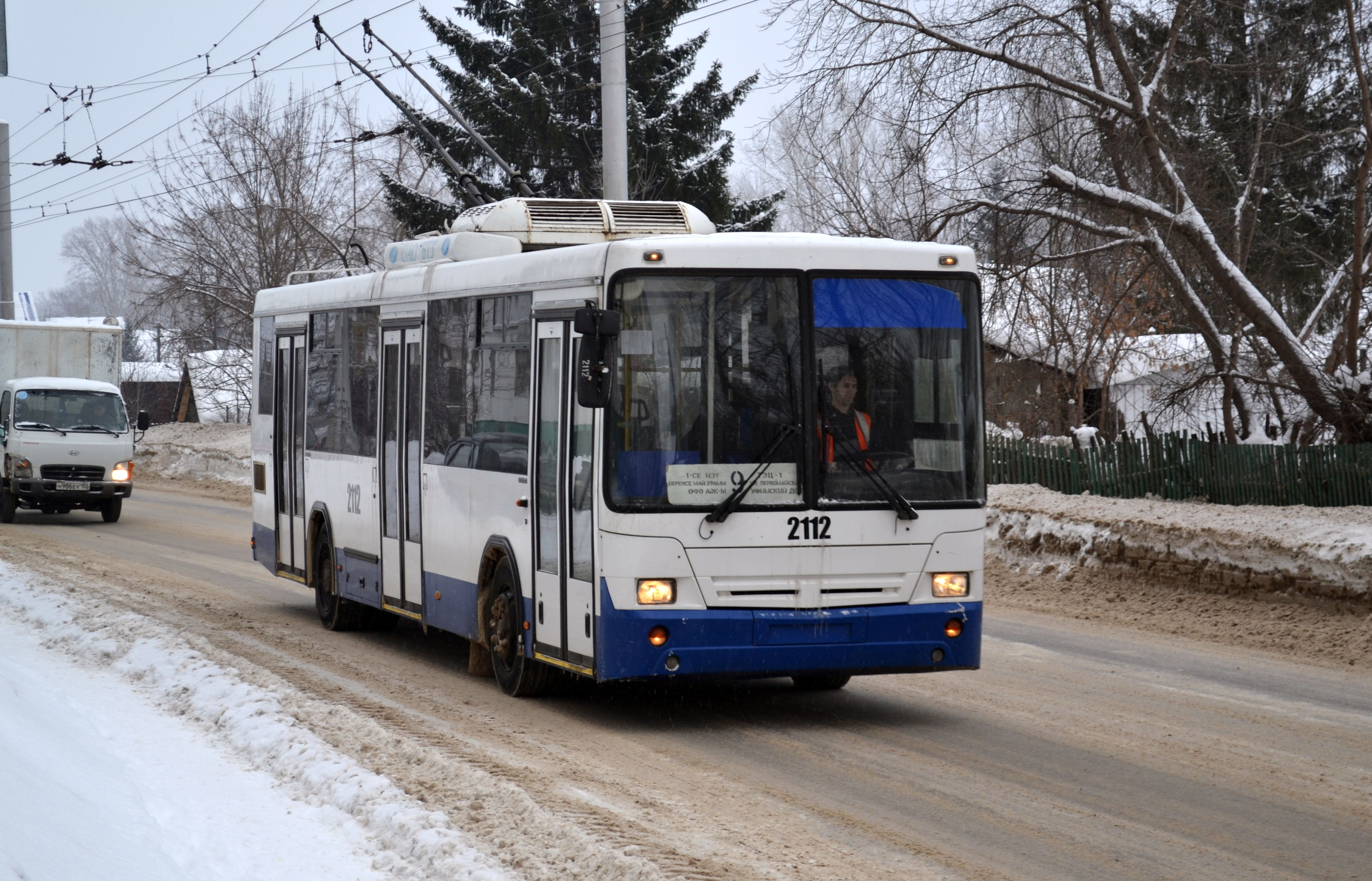
基於5299型生產的無軌電車
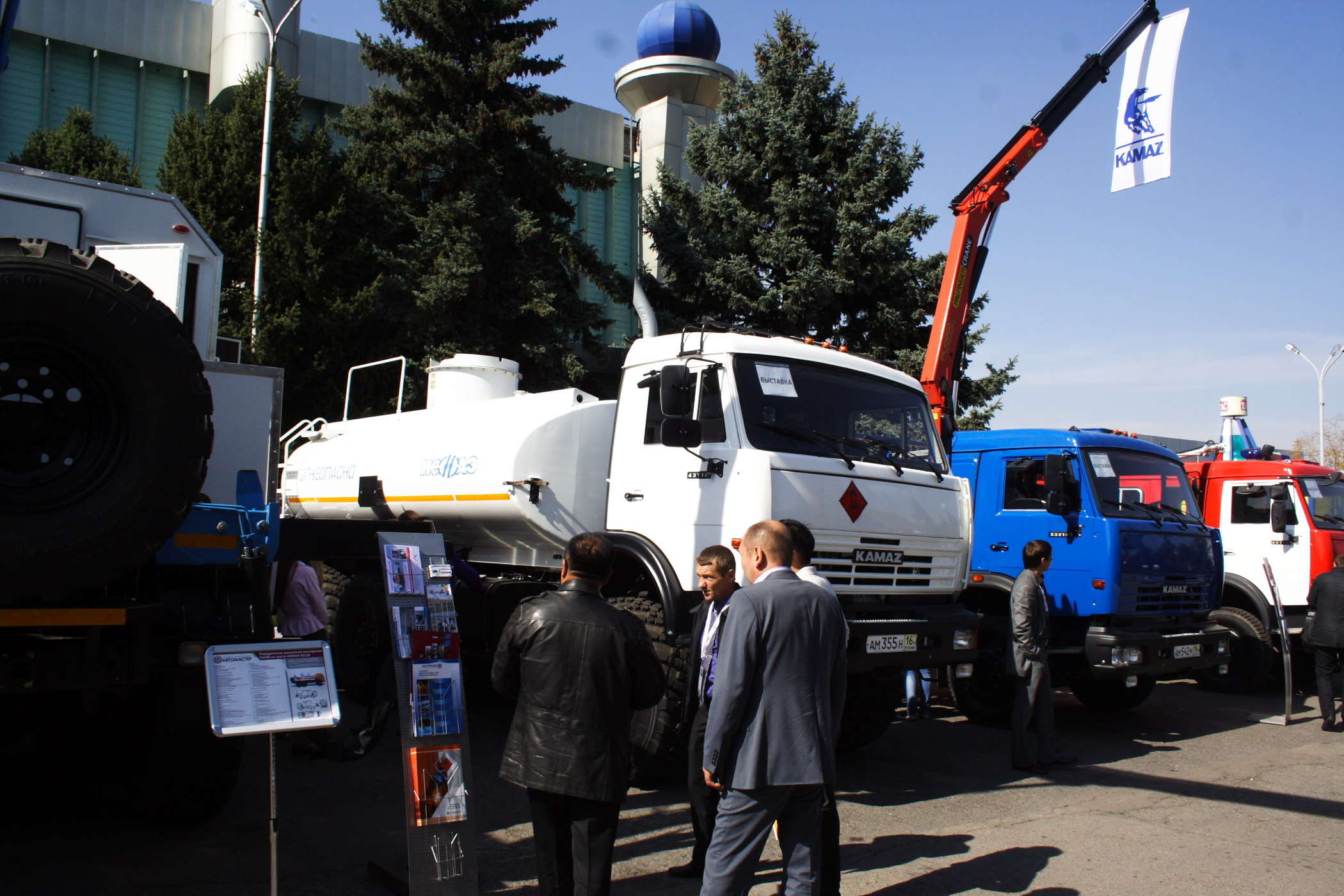
水罐車
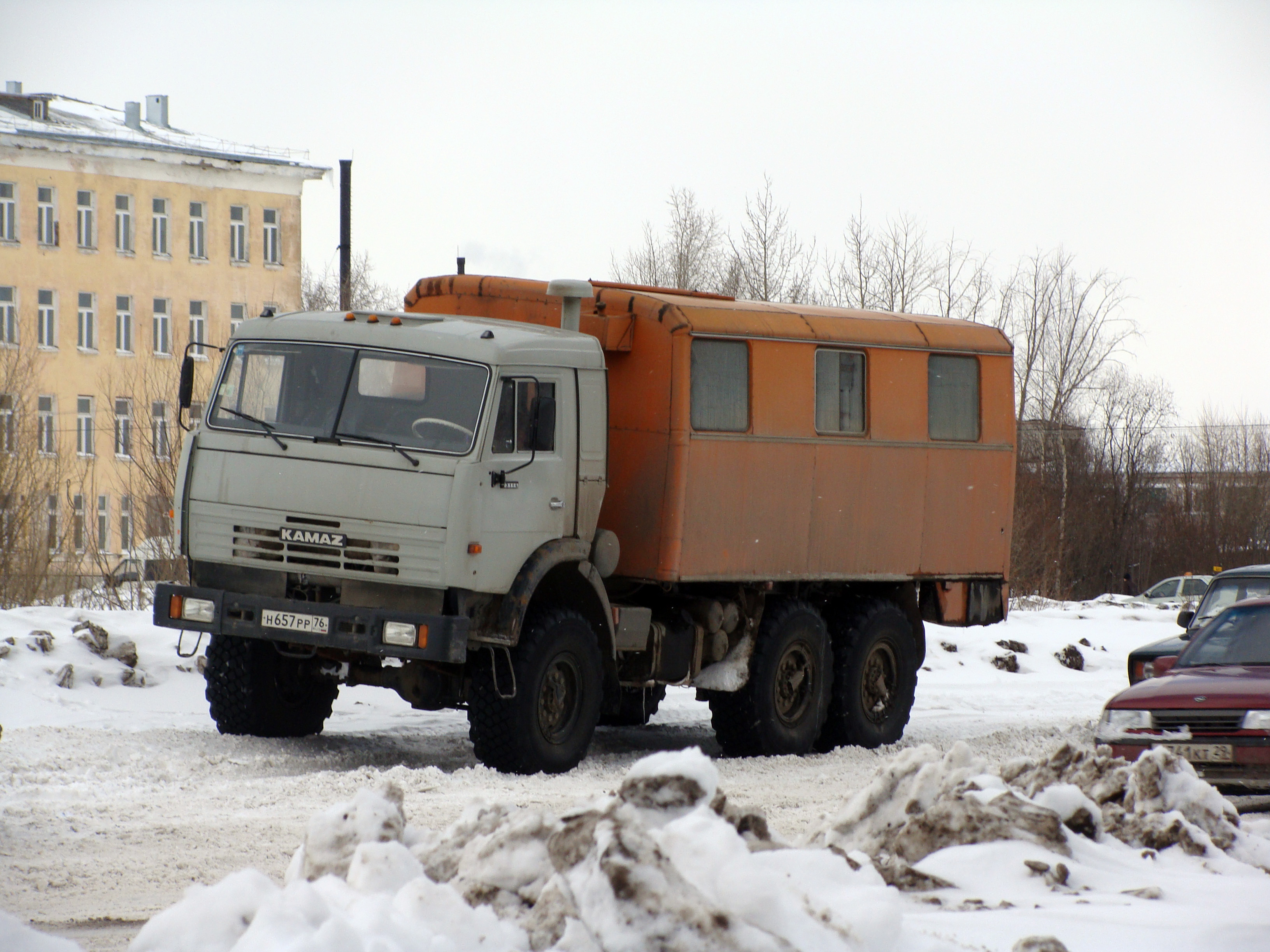
越野運輸車
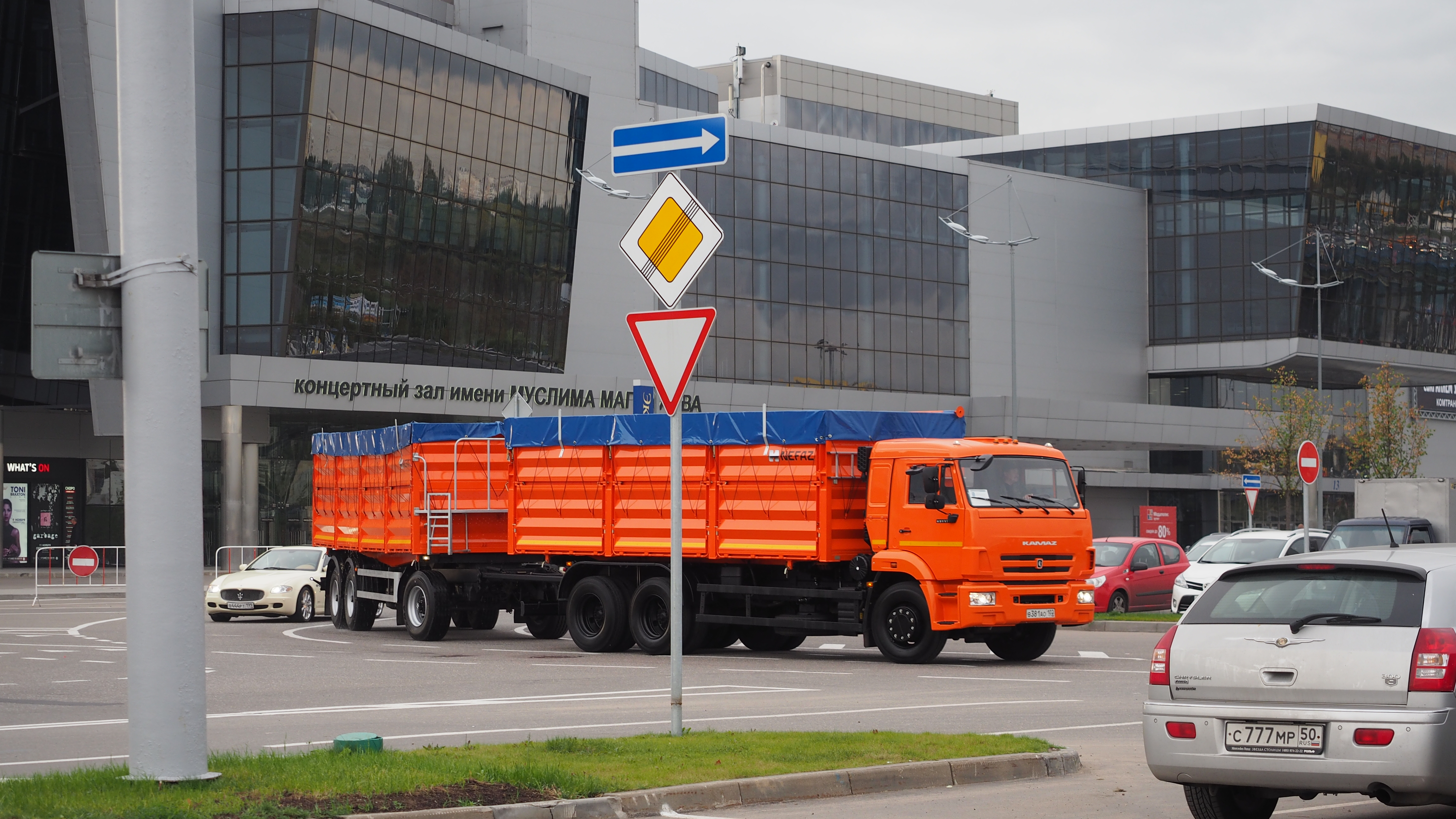
農業斗車
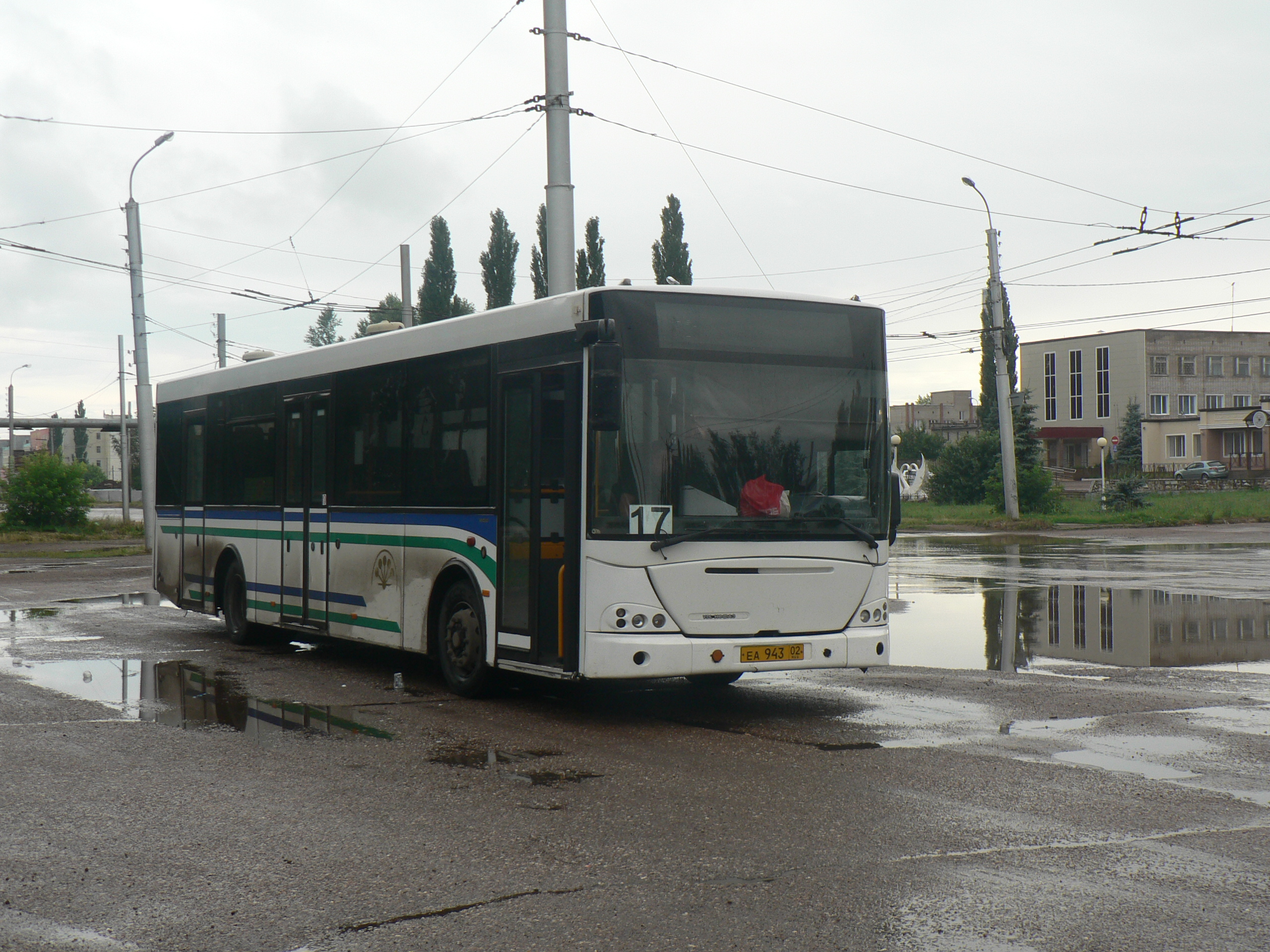
與VDL合作組裝生產的巴士
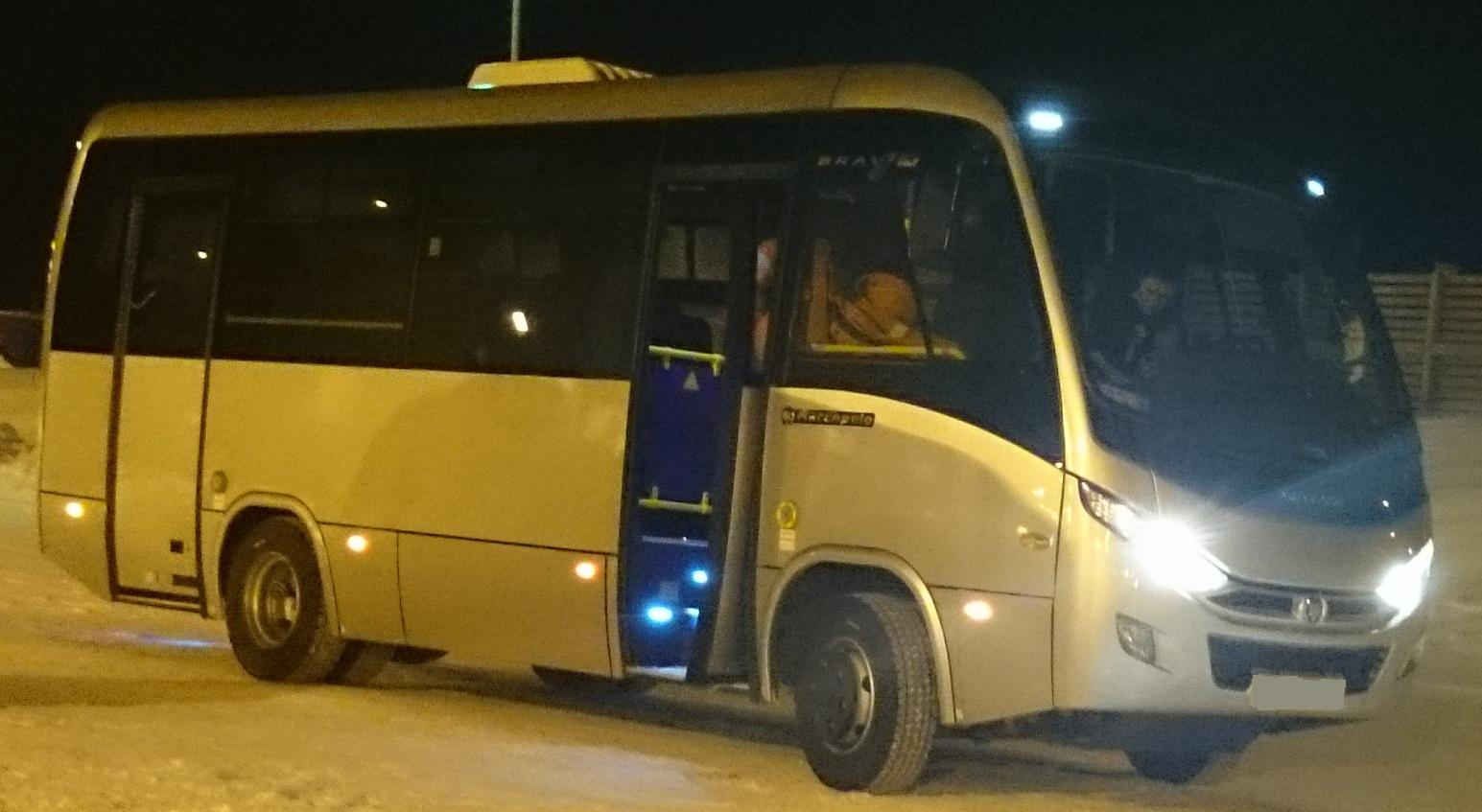
與馬可波羅（英语：Marcopolo S.A.）合作組裝生產的中型巴士

## 外部連結
- 官方网站